# Alexander Korda
Pour les articles homonymes, voir Korda.
Dans le nom hongrois Kellner Sándor László, le nom de famille précède le prénom, mais cet article utilise l’ordre habituel en français Sándor László Kellner, où le prénom précède le nom.
Alexander Korda, nom de scène de Sándor László Kellner, né le 16 septembre 1893 à Pusztatúrpásztó et mort le 23 janvier 1956 à Londres, est un réalisateur et producteur d'origine hongrois naturalisé britannique. Il est également connu en France sous le nom d'Alexandre Korda.
Fondateur de la société de production London Film Productions, il a été l'un des grands artisans de l'industrie du film britannique.
En France, il a été en 1931 le réalisateur de Marius d'après Marcel Pagnol.

## Biographie

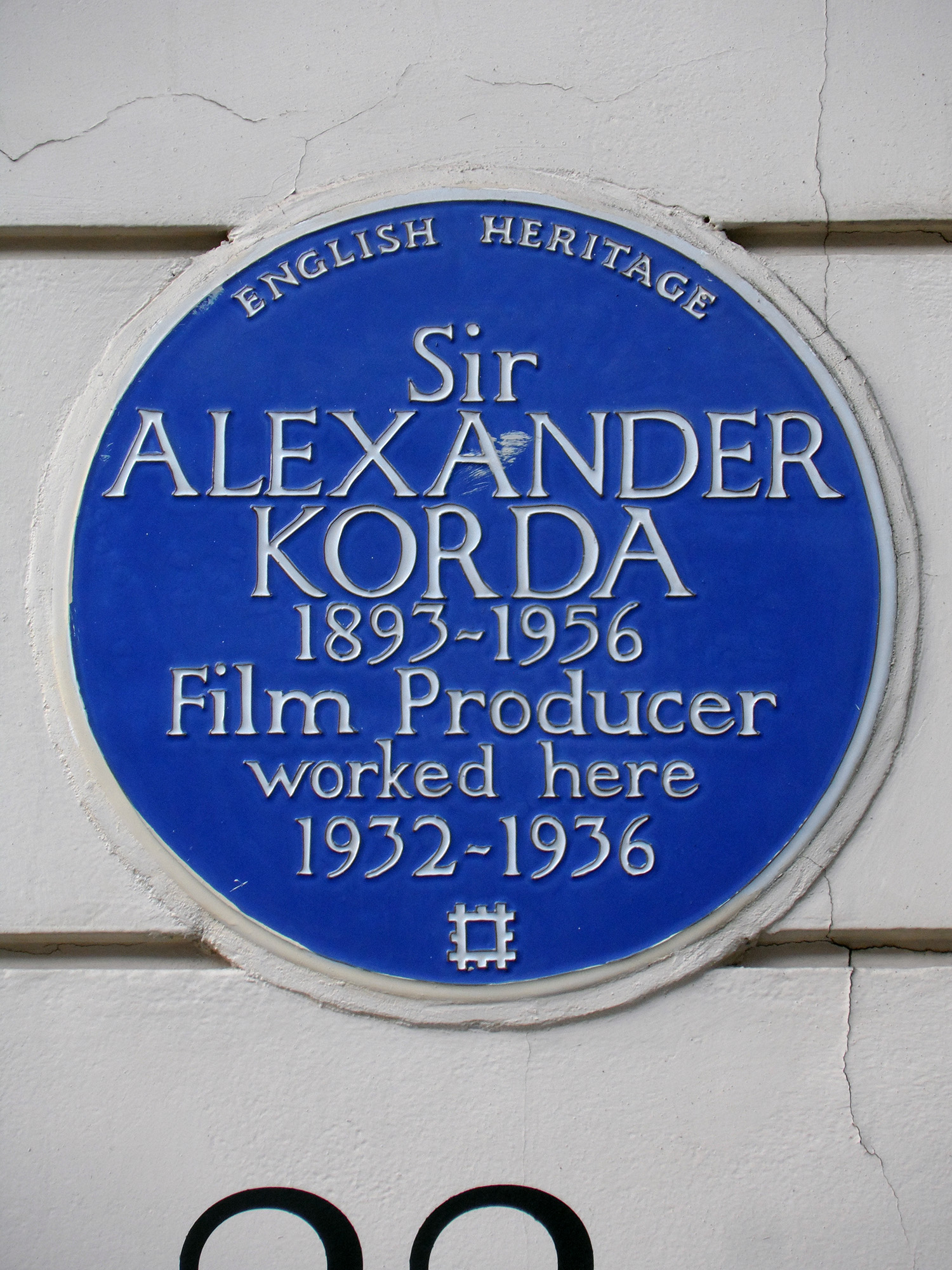
Plaque en hommage à Alexander Korda à Londres.

### Famille
Sándor László Kellner naît dans une famille juive de la grande plaine hongroise (comté de Jász-Nagykun-Szolnok).

### Formation et débuts
Une devise latine de son école de commerce de Budapest, « Sursum corda ! », lui donne l'idée de son nouveau nom. Il travaille d’abord comme journaliste et devient envoyé spécial à Paris de Független Magyarország (« La Hongrie indépendante ») avant de se consacrer au cinéma comme critique et théoricien.
Il parle cinq langues couramment : yiddish, allemand, hongrois, français, anglais.

### Carrière au cinéma
Lorsque Korda quitte son pays natal en 1919, il a déjà 25 films à son actif en tant que réalisateur. Il travaille successivement à Vienne, Berlin, Paris (où il porte à l'écran le succès théâtral de Marcel Pagnol, Marius) et Hollywood, où il entre chez United Artists. Cependant, c'est au Royaume-Uni qu'il connaît ses plus grands succès. Il finit par s'y installer avec ses frères Zoltan et Vincent Korda et, en 1932, fonde London Film Productions et les Denham Film Studios à Denham, qui deviennent finalement une filiale de la Rank Organisation.
Il est un des premiers à faire un usage remarqué de la couleur dans ses films[réf. nécessaire].
Parmi ses plus grands succès en tant que producteur figurent Les Quatre Plumes blanches (1939), Le Voleur de Bagdad (1940) et Le Troisième Homme (1949).

### Distinction
En 1942, Korda est le premier réalisateur à être anobli.

## Filmographie

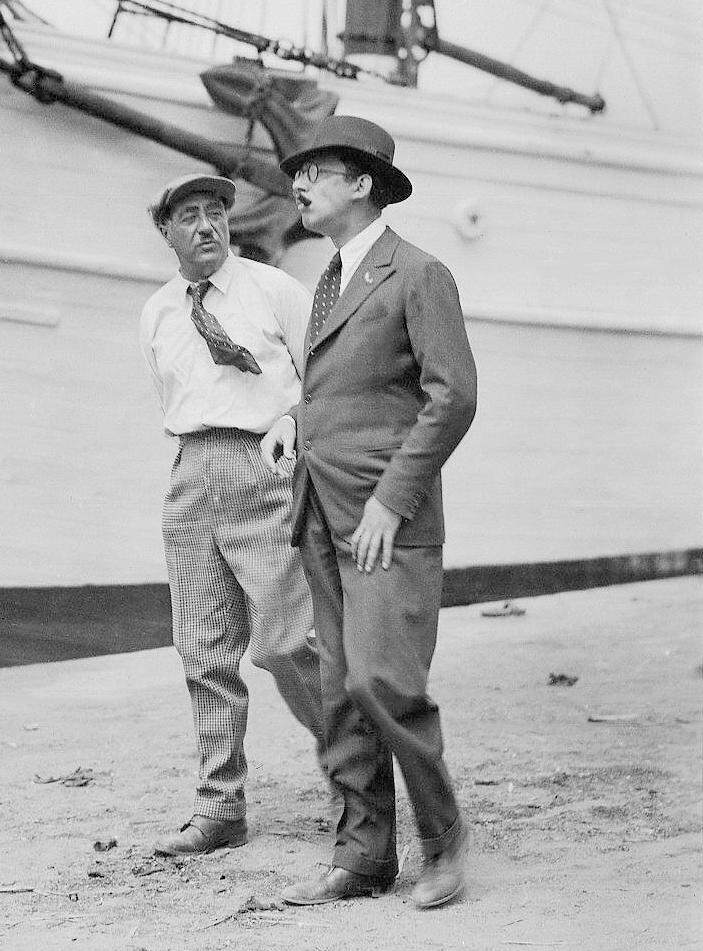
L'acteur français Raimu et le réalisateur en 1931, lors du tournage de Marius à Marseille (photo Paramount France).

### Comme réalisateur
- 1914 : Orhaz a Karpatokban
- 1914 : A Becsapott újságíró
- 1915 : Tutyu és Totyó
- 1915 : A Tiszti kardbojt
- 1915 : Lyon Lea
- 1916 : Vergödö szívek
- 1916 : A Nevetö Szaszkia
- 1916 : A Nagymama - également scénariste
- 1916 : Mesék az írógépröl
- 1916 : Mágnás Miska
- 1916 : A Kétszívü férfi
- 1916 : Fehér éjszakák
- 1916 : Egymillió fontos bankó, Az
- 1916 : Ciklámen
- 1917 : Szent Péter esernyöje
- 1917 : Harrison és Barrison
- 1917 : A Gólyakalifa
- 1917 : Faun
- 1917 : Mágia
- 1919 : Mary Ann (en)
- 1918 : Aranyember, Az
- 1919 : Yamata
- 1919 : Se ki, se be
- 1919 : Fehér rózsa
- 1919 : Ave Caesar! (film)
- 1920 : Number 111 (A 111-es)
- 1920 : Prinz und Bettelknabe
- 1922 : Herren der Meere
- 1922 : Die Tragödie eines verschollenen Fürstensohnes
- 1922 : Samson und Delila - également scénariste
- 1923 : Das unbekannte Morgen - également scénariste
- 1924 : Jedermanns Frau
- 1924 : La Tragédie des Habsbourg (Tragédie im Hause Habsburg)
- 1925 : Le Danseur de Madame (Der Tänzer meiner Frau) - également scénariste
- 1926 : Madame ne veut pas d'enfants (Madame wünscht keine Kinder)
- 1927 : Une Dubarry moderne (Eine Dubarry von heute)
- 1927 : Le Voile nuptial (The Stolen Bride)
- 1927 : La Vie privée d'Hélène de Troie (The Private Life of Helen of Troy)
- 1928 : The Yellow Lily
- 1928 : Night Watch
- 1929 : Love and the Devil
- 1929 : Tempête (The Squall)
- 1929 : Her Private Life
- 1930 : Lilies of the Field
- 1930 : Le Beau Contrebandier (Women Everywhere)
- 1930 : The Princess and the Plumber
- 1931 : Zum goldenen Anker
- 1931 : Rive gauche
- 1931 : Marius
- 1931 : Die Männer um Lucie
- 1931 : Längtan till havet
- 1932 : Service for Ladies
- 1932 : Maryrose et Rosemary (Wedding Rehearsal)
- 1933 : La Dame de chez Maxim's
- 1933 : La Vie privée d'Henry VIII (The Private Life of Henry VIII.)
- 1933 : The Girl from Maxim's
- 1934 : La Vie privée de Don Juan (The Private Life of Don Juan)
- 1936 : Rembrandt
- 1940 : Le Voleur de Bagdad (The Thief of Bagdad) (non crédité)
- 1941 : Lady Hamilton (That Hamilton Woman)
- 1945 : Le Verdict de l'amour (Vacation from Marriage, titre américain, Perfect Strangers, titre anglais)
- 1947 : Un mari idéal (An Ideal Husband)

### Comme producteur
- 1923 : Das unbekannte Morgen
- 1924 : La Tragédie des Habsbourg (Tragédie im Hause Habsburg)
- 1929 : Tempête (The Squall)
- 1932 : Service for Ladies
- 1932 : That Night in London
- 1932 : Wedding Rehearsal
- 1933 : La Dame de chez Maxim's
- 1933 : Strange Evidence
- 1933 : Men of Tomorrow
- 1933 : Counsel's Opinion
- 1933 : Cash
- 1933 : La Vie privée d'Henry VIII (The Private Life of Henry VIII)
- 1933 : The Girl from Maxim's
- 1934 : Private Life of the Gannets
- 1934 : Catherine de Russie (The Rise of Catherine the Great)
- 1934 : La Vie privée de Don Juan (The Private Life of Don Juan)
- 1934 : Le Mouron rouge (The Scarlet Pimpernel)
- 1935 : Things Are Looking Up
- 1935 : Bozambo
- 1935 : Fantôme à vendre (The Ghost Goes West)
- 1936 : Les Mondes futurs (Things to Come)
- 1936 : Rembrandt
- 1936 : Les hommes ne sont pas des dieux (Men Are Not Gods)
- 1936 : The Man Who Could Work Miracles
- 1936 : Forget Me Not
- 1937 : I, Claudius
- 1937 : L'Invincible Armada (Fire Over England)
- 1937 : Dark Journey
- 1937 : Tempête dans une tasse de thé (Storm in a Teacup)
- 1937 : Elephant Boy
- 1937 : Le Chevalier sans armure (Knight Without Armour)
- 1937 : Action for Slander
- 1937 : Return of the Scarlet Pimpernel
- 1937 : The Squeaker
- 1938 : Le Divorce de Lady X (The Divorce of Lady X)
- 1938 : South Riding
- 1938 : Alerte aux Indes (The Drum)
- 1938 : The Challenge
- 1938 : Prison Without Bars
- 1939 : Armes secrètes (Q Planes)
- 1939 : Les Quatre Plumes blanches (The Four Feathers)
- 1939 : L'Espion noir (The Spy in Black)
- 1939 : Mademoiselle Crésus (Over the Moon')
- 1939 : The Lion Has Wings
- 1940 : Vingt et un jours ensemble (21 Days)
- 1940 : Conquest of the Air
- 1940 : Le Voleur de Bagdad (The Thief of Bagdad)
- 1941 : Lady Hamilton (That Hamilton Woman)
- 1941 : Lydia
- 1942 : Jeux dangereux (To Be or Not to Be)
- 1942 : Le Livre de la jungle (Jungle Book)
- 1945 : Le Verdict de l'amour  (Vacation from Marriage) (ou aussi Perfect Strangers)
- 1947 : Un mari idéal (An Ideal Husband)
- 1948 : Anna Karénine (Anna Karenina)
- 1949 : Le Troisième Homme (The Third Man)
- 1950 : La Renarde (Gone to Earth) (coproducteur)
- 1955 : Richard III
- 1955 : Les Quatre Plumes blanches (Storm Over the Nile)